# Matt Costa

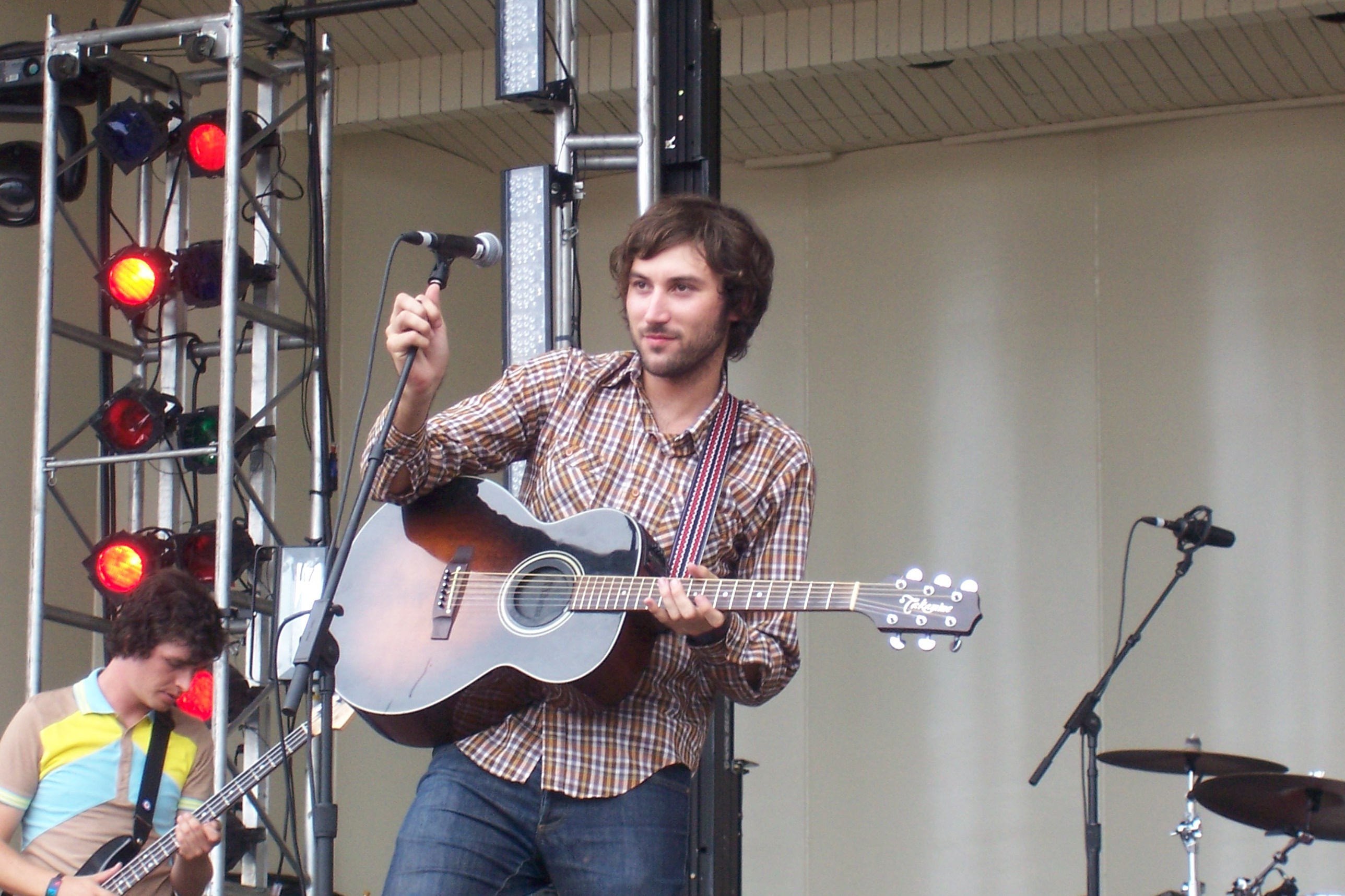
Matt Costa

Matt Costa es el nombre artístico de Matthew Albert Costa (16 de junio de 1982) es un intérprete y compositor de indie folk de origen estadounidense.

## Biografía
Costa nació en Huntington Beach (California), en una familia descendiente de emigrantes portugueses. La pasión por la música le llegó cuando debido a una lesión que se produjo en el 2003 practicando skateboard estuvo 18 meses en rehabilitación y la gran cantidad de tiempo que tenía que estar inmóvil la empleaba en componer y grabar canciones con la única ayuda de su guitarra y un radiocassette casero.
Rápidamente sus composiciones empezaron a circular entre su círculo de amistades y en el ámbito de su ciudad natal Huntington Beach, hasta que una copia d las mismas cayó en las manos del guitarrista de No Doubt, Tom Dumont quien quedó impresionado por la calidad del trabajo de Costa y le ofreció la posibilidad de grabar algunas demos en su estudio. De esas primeras grabaciones se originó un EP de cinco canciones que recibió el mismo nombre que su autor: Matt Costa EP.
Ante la buena acogida que tuvo el EP, Dumont y Costa siguieron colaborando y llegaron a editar de forma independiente un álbum que se llamó Songs We Sing en el cual Costa fue el responsable de toda la parte creativa ocupándose Dumont más de la parte técnica.
En el 2005, Costa fue el telonero de la gira veraniega de Jack Johnson que le llevó por numerosas ciudades de Norteamérica. Más tarde acompañó artistas como Pinback, Gómez o The Vandals entre otros hasta que en el 2006 volvió a unirse a Johnson para abrir los conciertos de su gira europea.
A finales de 2007 Costa lanzó el sencillo "Mr. Pitiful", adelanto de lo que iba a convertirse en su nuevo trabajo: Unfamiliar Faces que fue lanzado a principios del 2008. 
Un corte instrumental de esta canción es utilizada por Apple en los comerciales mundiales del iPhone 3GS. La campaña es producida por la agencia TBWA.

## Discografía

### Álbumes
- 2005: Songs We Sing (lanzado de forma independiente)
- 2006: Songs We Sing (reeditado por Brushfire)
- 2008: Unfamiliar Faces (Brushfire)
- 2010: Mobile Chateau
- 2013: Matt Costa

### EP
- 2003: Matt Costa EP
- 2005: The Elasmosaurus EP

### Sencillos
- 2006: "Cold December"
- 2006: "Sweet Thursday"
- 2006: "Sunshine"
- 2008: "Mr. Pitiful"